# Phyllachora pittospori
Phyllachora pittospori är en svampart som beskrevs av Henn. 1893. Phyllachora pittospori ingår i släktet Phyllachora och familjen Phyllachoraceae.   Inga underarter finns listade i Catalogue of Life.